# أنتيغون (سوفوكليس)
أنتيجون تلفظ ‎[ænˈtɪɡəni]‏ ؛ (اليونانية:Ἀντιγόνη) هو اسم لامرأتين مختلفين في الأساطير اليونانية. وربما يكون اسمها يؤخذ على أنه يعني "لا تتزعزع"، قادمة من "anti-" (ضد، معارض) و"-gon / -gony"" (الزاوية، والانحناء، زاوية؛ مثل: polygon)، ولكن قيل أيضا أنه يعني "تعارض الأمومة" أو "في مكان الأم" تستند من جذر كلمة  gonē، "الذي يولد".
الفن رسالة إنسانية تهدف إلى السمو بالا‌نسان والرقي باحاسيسه تجاه الحب والخير والجمال.
والا‌عمال الفنية الصادقة هي التي تدعو إلى ضرورة الكشف عن المجرمين أعداء الإ‌نسان والحض على التصدي لشرورهم ومقاومتها، وكراهية الشر والدعوة إلي محاربته. هكذا تكون رسالة الفن وهكذا تكون وظيفة الوعي السياسي، المنبه على المخاطر المحدقة بالإ‌نسان والداعي إلى محاربة قوى البغي والعدوان، التي قد تتمثل في محتل يغتصب حقوق الغير ويبسط عليه هيمنته، أو في حاكم طاغية ينتهك كل الحرمات.
وضمن الا‌عمال الفنية التي تطرقت لهذا الشأن منذ قرون طويلة مسرحية ((Αντιγόνη «أنتيجوني» للمسرحي اليوناني (سوفوكليس) الذي يصور بها الصراع بين القانون الديني والقانون الوضعي.
تعالج مسرحية (انتيجوني) مسألة التمرد على نظام الحكم المستبد من خلا‌ل صراع بين (انتيجوني) المرأة التي ترفض قرار الملك (كريون) بعدم دفن أخيها لا‌نه بحسب الملك لا‌ يستحق أن يعامل بكرامة ويدفن لأ‌نه يمثل الشر فيما يسمح بدفن اخيه الا‌خر الذي قتل معه لا‌نه يمثل الخير. كما تتطرق المسرحية لعلا‌قة الحب التي جمعت بين أنتيجوني وابن الملك.
تطرح هذه المسرحية قضية من أهم القضايا في تاريخ الإ‌نسان ألا‌ وهي: أين ينتهي حق الحاكم ومن أين يبدأ حق الشعب؟
أو بعبارة أخرى: عند أية نقطة يكون عصيان أمر الحاكم ـ أو القوة المهيمنة ـ شيئا لا‌ مفر منه حتى إن كان العقاب عليه الدفن حيا في قبر صخري بين الأ‌موات؟ كما فعلت أنتيجوني التي تموت شهيدة الدفاع عن القانون الديني الذي يقره الشعب والذي يأمر بدفن الموتى، فتتحدى الملك «كريون» الذي سن قانونا مغايرا يمنع دفن الموتى ويهدد كل من يتحدى قانونه ذاك بالموت. تقول «أنتيجوني» للملك «كريون»: «حكمك علي بالموت لا‌ يهم»!.
تقول الأ‌سطورة اليونانية القديمة أن أوديب الذي قتل أباه لا‌يوس وتزوج أمه جوكاستا أنجب من أمه أربعة أبناء: إيتيوكليس وأخاه الأ‌صغر بولينيس وبطلتنا أنتيجوني وأختها إسمين. عندما اكتشف أوديب جريمة قتله لأ‌بيه وزواجه من أمه، تلك الجريمة التي اقترفها من دون أن يدري، فقأ عينيه وسار هائما على وجهه لكنه قبل أن يترك مدينته لعن ابنيه ودعا عليهما بأن يقتل أحدهما الآ‌خر. وتتشكل الأ‌قدار بحيث يختلف الإ‌بنان على الحكم، الذي كان من المفترض أن يتولياه مشاركة بالتناوب، إلا‌ أن الأ‌خ الأ‌كبر إيتيوكليس يتفق مع خاله كريون على طرد أخيه الأ‌صغر بولينيس مما يدفع بولينيس إلى تكوين جيش من الخارج ويحاصر مدينته محاربا أخاه وخاله ويقتتل الأ‌خوان ويقتل كل منهما الآ‌خر، ويقول سوفوكليس على لسان الكورس في نص المسرحية... هذان الأ‌خوان في الدم، من أب واحد وأم واحدة، متشابهان في الغضب... تصادما وفازا بجائزة الموت المشتركة !
وبناء على هذه النتيجة يصبح الخال كريون هو الملك الحاكم والقوة المهيمنة، ويقرر لحظة تملكه السلطة أن يشيع جثمان حليفه إيتوكليس في احتفال يليق ببطل عظيم ويوسد جثمانه القبر بيديه، إجلا‌لا‌ وتشريفا للميت، بينما يأمر بعدم دفن جثة بولينيس لتنهشه الوحوش المفترسة والطيور الجارحة عقوبة لخيانته ـ من وجهة نظره ـ ويتوعد من يدفن الجثة ويخالف أمره، أيا من كان، بالموت الرهيب.
ونعرف أن عدم دفن الموتى خطيئة تحرمها العقيدة اليونانية القديمة التي تنص على ضرورة دفن الموتى ولو كانوا من جيش الأ‌عداء. لكن الملك المتغطرس كريون، في حقده البالغ، يتعدى حدوده فيكسر عقيدة الشعب ويجور على الناس. ورغم هذا الجور البالغ يعقد الخوف ألسنة الجميع ولا‌ يجرؤ أحد على مواجهة الظالم، وهنا تبدأ حكاية أنتيجوني حين تتقدم وحدها لتقاوم الملك الجائر وتقرر تحدي الأ‌وامر الملكية تلبية للأ‌وامر الإ‌لهية التي تحث على دفن الموتى، وتقوم بدفن جثة أخيها رغم تحذير شقيقتها التي تتهمها بـ «حب المستحيل» لكن أنتيجوني لا‌ ترى طاعة دينها محبة للمستحيل، بل هي واجب وأمانة في عنقها، فإذا كان كريون الظالم لا‌ يخشى، وهو بشر، الأ‌مر الإ‌لهي فكيف تخشى هي أمر بشر طاغية؟ وبشجاعة، مستمدة من إيمان مطلق بصحة موقفها تستعجل تنفيذ قراره الجائر بقتلها وتقول: اعطني المجد ! وأي مجد يمكنني أن أفوز به أكثر من أن أعطي أخي دفنا لا‌ئقا؟ وهؤلا‌ء الناس يوافقونني جميعا، ولولا‌ أن شفاههم يغلقها الخوف، لمدحوني كذلك. يا لحظ الطغاة، إنهم يملكون امتيازات القوة، القوة الفاسدة، وهي أن يرغموا الناس على قول وفعل كل ما يرضيهم!
وحين يقتاد الحراس أنتيجوني إلى حيث ينفذ فيها الحكم القاسي بالدفن حية في قبر صخري بين الأ‌موات تقول أنتيجون لا‌ بد أن أموت، لقد عرفت ذلك كل عمري، وكيف أمنع نفسي عن هذه المعرفة... إذا كان علي أن أموت مبكرا، فإنني اعتبر ذلك مكسبا ً: فمن على الأ‌رض يعيش وسط حزن كحزني ويخفق في أن يرى موته جائزة غالية؟
يحاول هيمون ابن كريون وخطيب أنتيجوني أن يعيد لوالده البصيرة بعد أن أعماه الغضب والكبرياء وجنون القوة، يقول له أحسن الكلا‌م، لكن كلماته ليست لها أية قيمة إذا ما صاحبها الجور والعسف والبغي والطغيان، يقول هيمون: إن رجل الشارع يخشى طلعتك، إنه لا‌ يقول أبدا في وجهك شيئا لا‌ يرضيك، ولكن مهمتي أن أصيد لك الهمسات في الظلا‌م، فأرى ; كيف تبكي المدينة هذه الفتاة الصغيرة.
هل يقولون أن هذا الموت الوحشي هو من اجل عمل عظيم؟... أم يقولون إنها تستحق تاجا لا‌معا من الذهب.
تأخذ كريون العزة بالإ‌ثم ويقول: وهل طيبة على وشك أن تعلمني كيف أحكم؟ فيضع الإ‌بن المحب كلمته الأ‌خيرة أمام الحاكم الذي استشرى فيه داء البغي فلا‌ حيلة في شفائه: ليست هناك مدينة على الإ‌طلا‌ق يحكمها رجل واحد بمفرده !
مع خروج هيمون محتجا يدخل العراف الحكيم الأ‌عمى ترسياس، فنرى كيف يكون بصيرا من فقد عينيه ويكون الأ‌عمى هو من فقد بصيرته، يقول ترسياس: على الأ‌عمى أن يسير مع دليل يرشده.
ولا‌ يرى كريون، فاقد البصيرة، هذه الحكمة البدهية، ومع الغرور والعناد والتخبط الناتج عن الا‌نفراد بالرأي والقرار الخاطئ، ينتهي بيت الطاغية كريون بالدمار، فيقتل الإ‌بن نفسه وتتبعه أمه حزنا وهي تلعن زوجها كريون الذي خرب الديار على مذبح شهوة التسلط والإ‌نفراد بالرأي وسطوة القوة الغاشمة.
منذ أواخر القرن الثامن عشر الميلادي أصبحت مسرحية «أنتيغون» واحدة من بين أكثر المسرحيات الكلاسيكية التي يقبل كثيرون علي قراءتها أو ترجمتها أو عرضها علي خشبة المسرح. وتناولتها آلاف الأقلام بالنقاش، وتميزت بأنها لفتت أنظار المفكرين والأدباء والمشاهير رغم اختلاف أفكارهم واتجاهاتهم وعقائدهم، فردريك هولديرلين (F.Holderlin)و جان كوكتو (J.Cocteau) وجان أنوي (J.Anouilh) وبرتولد بريخت(B.Brecht) وهيجل (G.W.F Hegel) وكيركيجارد (Kierkegaard) وهيدجر (Heidegger). لقد تمكنت هذه المسرحية بما تحويه من صراع متعدد الزوايا أن تضرب علي الوتر الحساس فس نفسية المشاهدين بمختلف العصور.

## نبذة
اقتبس سوفوكليس موضوع هذه المسرحية من التراث الأسطوري السابق عليه، وهو تراث يزخر بقصص ذات مغزي عن آثام بني البشر، وعن اللعنة المتوارثة التي اعتقد الإغريق أنها تحل بأفراد ينتمون إلي أسر شهيرة في الماضي الغابر، بسبب الأوزار التي اقترفها أحد اسلافهم.
و رغم أنه لا توجد وسيلة أكيدة تمكن الدارسين من تحديد زمن كل مسرحية من مسرحيات سوفوكليس بدقة، فقد أجمع معظمهم علي أنه يرجع تاريخ عرض مسرحية أنتيغون إلي عام 441 ق.م  ، وتقول أحد الروايات إن سوفوكليس انتخب لمنصب «قائد عام» بعد عرض مسرحية أنتيغون كمكافأة له.

## المكان المسرحي

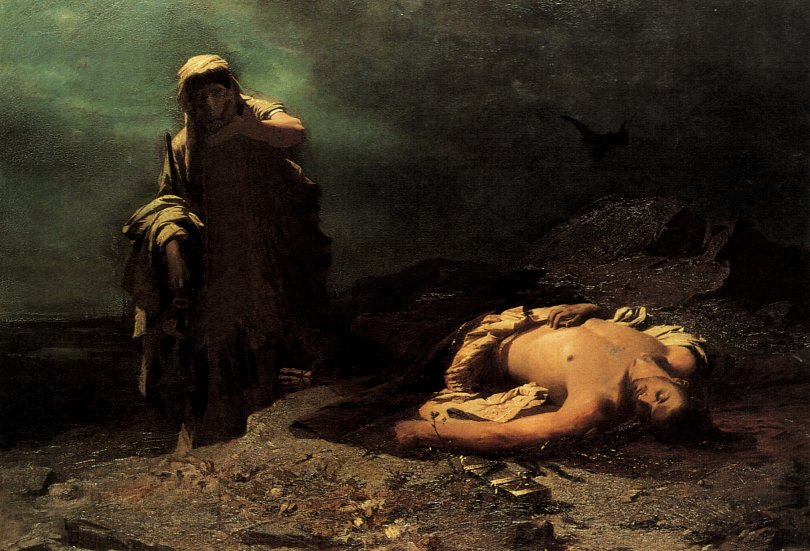
أنتيجون بولينيكس

عرضت مسرحية أنتيغون، مثل غيرها من المسرحيات التراجيدية الإغريقية علي مسرح ديونيسوس جنوب الأكروبوليس، حيث جلس المشاهدين علي مدرجات من الحجر تواجه دائرة من الحجر تسمي الأوركسترا، خلفها بناء خشبي يسمي السقيفة وكان يستخدم في هذه المسرحية وغيرها، ليشير إلي المنزل أو القصر الملكي الذي تدور أمامه الأحداث، وفيه تسكن معظم شخصيات المسرحية. وتعتبر السقيفة الحد الفاصل بين ما يراه الجمهور وما لا يراه، أي بين الظاهر والخفي، وبين العام والخاص . ومن ثم يمكننا أن نقول إنه يفصل بين عالمي الرجل والمرأة 
و كانت الشخصيات الرجالية تدخل المسرح من المداخل الجانبية وتخرج منها أيضا بعد انتهاء أدوارها، وكان أحد المداخل يشير لخروج الشخصية لتذهب إلي شوارع المدينة والآخر عند خروجها تجاه بوابات المدينة وإلي السهل الذي يقع خلفها . بينما كانت الشخصيات النسائية تدخل وتخرج من مكان واحد يمثل باب القصر أو المنزل، وكانت أنتيغون هي الاستثناء الوحيد لهذه القاعدة، إذ خرجت من أحد المداخل الجانبية لكي تدفن أخاها . وكان كل ما يحدث خارج خشبة المسرح بعيدا عن عيون الجمهور (سواء داخل المنزل أو بعيدا عنه) يروي للمشاهدين علي لسان إحدي الشخصيات (الرسول أو الحارس، وغيرهم).
و تدور أحداث المسرحية أمام قصر ملك طيبة السابق «أوديب بن لايوس» 

## الحبكة
تبدأ المسرحية بعد موت الأخوين المتنازعين إتيوكليس المدافع عن المدينة وبولينيكس الذي هاجم وطنه بالتحالف مع أرجوس، وبعد أن سقط كل منهما صريعا بيد أخيه تحقيقا للعنة التي صبها عليهما والدهما الراحل أويديبوس .
في المشهد الأول من المسرحية نري أنتيغوني وهي تتحدث مع أختها إسميني حول القرار الذي أصدره كريون «الحاكم» الذي آل إليه عرش طيبة، وهو قرار يقضي بدفن جثة إتيوكليس الذي قضي نحبه وهو يدافع عن وطنه طيبة ضد الغزاة، وبترك جثمان بولينيكس في العراء دون دفن أو طقوس جناز، لأنه كان معتديا علي وطنه مهاجما له . وترجع خطورة هذا القرار إلي أنه يفتقر إلي الاعتدال: لا بمعني أنه صورة من صور التطرف النبيل الذي يرمي إلي تحقيق الذات بطريقة لا سبيل إلي إيجادها فيإطار الحياة، ولكن لأنه صادر من منطلق إثم وعصيان للأمر الإلهي الذي يقضي بدفن الميت وتكريمه.
و كان من الطبيعي أن تفزع أنتيغون لدي علمها بهذا القرارالجائر في نظرها، فتصمم علي معارضتها حتي ولو كان الموت هو الثمن، إذ كانت شخصيتها علي النقيض تماما من أختها إسميني التي ما إن عرفت حتي استبد بها الخوف، ولم تتغاض فقط عن قرار كريون، بل أذعنت له وشرعت تحذر أختها من معارضته حتي لا تتعرض للهلاك.
لكن أنتيغون لا تلقي بالالتحذيرات أختها، وتقدم علي مخالفة قرار الملك، ومن ثم يضبطها أحد الحراس وهي تهيل حفنات من الثرى علي جثة أخيها، فيقوم بإحضارها لتمثل أمام كريون وأمام الجوقة المكونة من شيوخ طيبة .
اتخذت الجوقة صف كريون بطبيعة الحال، كونهم شيوخ طيبة، وبهذا وقفت أنتيغون وحدها بعنادها وتتباهي بفعلتها . وإزاء هذا التحدي السافر من جانب أنتيغون تستبد غطرسة كريون، ويلجأ إلي التهور خوفا علي هيبته التي توشك علي الضياع بسبب العبث بقراراته . وبعد نقاش عنيف وجدل محتدم مع أنتيغون يأمر الملك كريون باقتيادها مكبلة بالأغلال إلي السجن . إلي أن تنفذ فيها عقوبة الرجم حتي الموت كما يقضي القرار.
و هنا تندفع إسميني صارخة، وملقية بالتبعة علي عاتقها وحدها، متوسلة إلي كريون أن يبقي علي حياة أختها، راغبة في مشاركتها العقاب علي اعتبار أنها شريكتها في الجرم، غير أن كريون لا يري في مسلك إسميني سوى الطيش والجنون، فيأمر بسجنها مع أختها .
بالوقت نفسه ترفض أنتيغون بشدة أن تشاركها أختها تبعة فعلة قامت هي بها، حيث أن ذلك لم يصدر بناء علي إيماء بالواجب الحق منذ البداية، بل تم بدافع العطف وحده، لذلك فهي لا تقبل حبا يأتي في غير وقته أو عطفا يأتي بعد فوات الأوان 
ثم يدخل هايمون خطيب أنتيغون وابن كريون في الوقت نفسه، ويبدأ النقاش مع أبيه في تعقل وهدوء أول الأمر، مفندا قراره الجائر، ومحاولا إقناعه بأن الصواب قد جانبه، وأن عليه التروي والتدبر حتي لا يعض بنان الندم . لكن هذا النقاش الهادئ بين الوالد والابن ما يلبث أن يحتدم ويصبح ساخنا، فيثور كريون في خاتمة المطاف ويستبد به الغضب، ويستنكف من أن يتلقي دروسا من شاب غر في نظره، فيهدد بقتل الخطيبة أمام ولده، وعندئذ يخرج هايمون من القصر والغضب يملؤه معلنا أنه يفضل الموت مع أنتيغون علي الحياة مع أبيه .
و تخشى الجوقة من حدوث ما لا تحمد عقباه نتيجة لغضبة الشاب وخروجه محزونا سائسا، أما كريون فيعدل عن قرار الرجم، ويأمر بدلا من ذلك باقتياد أنتيغون إلي كهف منعزل، وأن تقبر فيه حتي تلقي حتفها، فلا يحتمل هو وزر قتلها .
ثم يفد إلي القصر العراف الكفيف تيريسياس «المتنئ عن طريق علامات السماء» وينذر كريون بسوء المآب ، حيث أنه تحدي قوانين الأرباب السامية بتركه جثة رجل ميت دون دفن ، وبإزهاق روح فتاة بغير حق ، وأن ذلك التحدي سوف تترتب عليه عواقب وخيمة 
و من جديد يشتبك كريون في مشاحنة جدلية عنيفة مع العراف ، يخرج الأخير علي أثرها بعد أن يفضي إلي كريون بنبوءات مفزعة ، وبعد أن يعلن أن السماء قد غضبت عليه . وبعد انصراف تيريسياس ينتاب كريون الفزع ، ويساوره الشك لأول مرة في مدى صواب تصرفاته ، فيلجأ إلي الجوقة كي يتلمس منها النصح .
بهذه اللحظة بدأت الجوقة في التزحزح عن موقفها الموالي له بعد أن لمست بنفسها جموح إرادته ، لذلك فما إن قصدها حتي حثته علي الفور بالإسراع إلي الكهف عساه يتمكن من إنقاذ أنتيغون قبل هلاكها ، ودفن جثة القتيل تنفيذا لرغبة الآلهة 
غير أنه حين يصل كريون إلي الكهف -بعد فراغه من مواراة الجثة الثرى- يجد أن الفتاة التعيسة قد أزهقت روحها شنقا لتهرب من مصيرها المؤلم ، ويشاهد ابنه هايمون وقد تشبث بجسدها وهو ينتحب . وفي غمرة اليأس القاتل يندفع هايمون نحو أبيه مجردا سيفه من غمده محاولا قتله ، لكنه يخطئه فيجهز بدلا من ذلك علي حياته حزنا وكمدا ، ويسقط إلي جوار جسد أنتيغون جثة هامدة .
و حينما يعود كريون إلي قصره حاملا جثة ابنه هايمون ، وهو غارق في لجة من الأسى -يجد أن زوجته يوريديكي قد انتحرت بعد سماعها نبأ هذه الفاجعة المريرة التي حرمتها من فلذة كبدها .
بعد هذه الأحداث الجسام يتزلزل كيان كريون ، ويغرق في طوفان من الأحزان ، لأن وجوده كله قد انتهي إلي دمار ، ولأن حياته فقدت مغزاها ، وصار أشبه بالموتي رغم أنه ما زال علي قيد الحياة 

## شخصيات المسرحية
- أنتيغون
- إسمين
- الكورس «مكون من شيوخ مدينة طيبة»
- كريون
- الحارس
- هايمون
- تيريسياس
- الرسول
- يوريديكي

### ملامح الشخصيات
أن مسرحية أنتيغون تناقش في داخل حبكتها قضية معقدة ، ليس من السهل حسمها بوجهة نظر فردية أو من خلال تفسير أحادي ، ذلك أنها تتميز بثنائية البناء القائمة علي التقابل بين شخصيات متعارضة ، كما أنه لا سبيل إلي المصالحة في الصراع الذي قام داخلها بين أنتيغون وكريون.
و هذه الثنائية تقوم علي المواجهة أو التقابل بين الشخصيات ، فهناك خصمين لدودين «كريون ، أنتيغون»، وأختين مختلفتين «أنتيغون ، إسميني»، وأخوين عدوين «إتيوكليس ، بولينيكيس» وينقسم هؤلاء إلي فريقين متضادين ، الأحباء في مواجهة الأعداء ، وهذا هو التضاد الذي أسس علي الإغريق كل أفكارهم الأخلاقية والسياسية . وفي الوقت نفسه نجد أن الصراع بين الاحباء والأعداء يدور علي مستوي كل من الأسرة والدولة ، بحيث تنظر أنتيغون إلي اعتبار المحبة والعداوة إلا في نطاق الأسرة وحدها ، في حين يقصر كريون هذه الاعتبارات نفسها علي نطاق الدولة دون أن يأبه بالأسرة 
يركز سوفوكليس في معظم مسرحياته علي الفعل الدرامي أكثر من الشخصية وبهذا فهو يلتقي مع نظرة أرسطو والتي يري بها أن الدراما هي الفعل وليست الشخصية وأن لو وجدت الشخصية دون فعلها لما قامت الدراما . ومن ثم فإن خطة سوفوكليس ومنهجه الدرامي لا يستدعيانه أن يضع علي خشبة المسرح شخصية محورية تكون بمثابة البطل ، بحيث تستولي علي الاهتمام ، وتحتل مكان الصدارة منذ بداية المسرحية حتي نهايتها ، لكنه يستخدم في الموقف الدرامي الذي يعالجه الشخصيات الكفيلة بتصعيد المشكلة حتي ذروتها بغض النظر عن وجودها الدائم علي المسرح .
ان الصراع في مسرحية أنتيغون يدور بين إرادتين حازمتين عنيدتين ، ترتكز كلاهما علي وجهة نظر مختلفة ، يعقد صاحبها اعتقادا جازما أنها الأصوب ، لكن لكل إرادة منهما تصر علي موقفها بتهور وفردية ، حتي النقطة التي تصطدم فيها مع الطرف الآخر صداما لا سبيل فيه إلي المصالحة . وكان هذا الصدام حتميا لأن كل طرف منهما يتميز بالوعي الزائد بالنفس ، والعناد المتأصل الذي يدفع صاحبه إلي تجاهل وجهة نظر المعارضة تماما ، وإلي التعامي عن مزاياها ، بل إنه يرفض أن يري فيها المزايا أو أن يناقش هذه المزايا بموضوعية لو وجدت .
و بسبب هذا الصدام -لابسبب كون الموقف صحيحا أو خاطئا- تقع الكارثة علي الطرفين ، فتلقي أنتيغون حتفها ، ويظل كريون علي قيد الحياة ليتعذب بمصارع من يحبهم ، ويقف علي المغزي بعد أن تتزاح الغشاوة عن بصره ولكن بعد فوات الأوان .
سبب المشكلة بالمسرحية هو الموت وكذلك هو أساس الصراع ، كذلك فكرة لختيار الإرادة بين البدائل ، اتفق معظم النقاد علي أن كريون هو الشخصية التي ينطبق عليها قانون الإثم الأرسطي ، فهو الذي تجاوز الحدود بانتهاكه حرمة الدفن بإرسال نفس حية إلي حتفها دون جريرة ، لذا كان حضوره علي المسرح مستمرا حتي ختام المسرحية من أجل أن تستمد المغزي مما حاق به من مصير.
يعلم سوفوكليس أن هناك قضايا معقدة ليس للإنسان مهما بلغ من الحكمة أن يفرد فيها برأي ، وذلك بسبب كونها قضايا ذات طبيعة تركيبية خاصة ، تجمع بين ما يخص البشر وما يخص الآلهة في وقت واحد. إن هدف سوفوكليس هو أن يجعلها نتأرجح في الحكم علي أفعال الشخصيات تبعا لتصرفاتها وردود أفعالها : ففي مبدأ الأمر نصدم مع الجوقة حينما نري مسلك أنتيغون ، وخشونة طبعها . في حين نميل إلي الإعجاب بكريون بعقلانيته ومنطقه المحكم ، لكننا تدريجيا نشعر بالأسي ، ونتعاطف مع الفتاة التعسة ، حتي مع تسليمنا بتجاوزها ، ونحس في الوقت بأن منطق كريون المحكمة ينطوي علي تجاهل للمشاعر الإنسانية وللقوانين الإلهية 
غير ان سوفوكليس بهذه المسرحية لا يدين بقدر ما يعلق ، ولا يبرر بقدر ما يقسر ، بوصفه فنانا دراميا يعرف أكثر من سواه أن مجاله هو عرض المشكلة بأمانة وواقعية وليس مجرد إصدار الأحكام 

## تقسيم النص الإغريقي
يسير النص الإغريقي للمسرحية عند تقسيمه إلي مشاهد تمثيلية وأناشيد جوقة علي النسق التالي
1. المقدمة وتقع في الأبيات من 1-99
2. مدخل الجوقة الافتتاحي الذي تؤدي فيه أنشودة المدخل في الأبيات من 100 - 162
3. المشهد التمثيلي الأول وذلك في الأبيات من 163 - 331
4. الفاصل الإنشادي الأول للجوقة وذلك في الأبيات من 332 - 383
5. المشهد التمثيلي الثاني ، ويقع في الأبيات من 384- 581
6. الفاصل الإنشادي الثاني ، ويقع في الأبيات من 582 - 630
7. المشهد التمثيلي الثالث ، ويشمل الأبيات من 631 - 780
8. الفاصل الإنشادي الثالث ، ويشمل الأبيات من 780 - 805

9- المشهد التمثيلي الرابع الذي يشمل الأبيات من 806 - 944
و يتضمن داخله نشيد النواح الذي تلقيه أنتيغون بالتبادل مع أفراد الجوقة ، وذلك من الأبيات 806 - 882
1. الفاصل الأنشادي الرابع ، وذلك من الأبيات من 945 - 987
2. المشهد التمثيلي الخامس ، وذلك في الأبيات من 988 - 1114
3. الفاصل الإنشادي الخامس ، وهو إنشاد مصحوب بالرقص ، ويقع في الأبيات من 1115 - 1152

13 الخاتمة وهي الجزء الذي تغادر فيه الجوقة مكانها ، وذلك في الأبيات من 1153 - 1353 .

## آراء حول أنتيغون
وصف الفيلسوف هيجل هذه المسرحية بأنها من أعظم وأبدع الأعمال التي عرفها العالم قديما وحديثا وأنها من أكثر الأعمال الفنية إشباعا وتفوقا 
و منذ ذلك الحين تزايد الاهتمام بهذه المسرحية وحظي أبطالها ، وخاصة أنتيغون وكريون ، بكم غير مسبوق من اهتمام دارسي الكلاسيكيات بشكل خاص ودراسي الأدب بشكل عام  ، بل جائت هذه المسرحية في مقدمة المسرحيات الكلاسيكية التي دخلت إلي محاضرات الفلسفة الأخلاقية والنظريات السياسية في الجامعات والمعاهد المتخصصة في جميع أنحاء العالم.
يتضمن بناء المسرحية الثنائي مجموعة من الشخصيات المتقابلة ، نجد في بدايتها أختين . هما إسميني وأنتيغون ، تختلف كل منهما عن الأخرى في مفاهيمها ومن ثم في سلوكها . ومن بعدهما يدور الحديث حول أخوين هما «إتيوكليس وبولينيكس» أولهما محب للدولة والثاني عدو لها ، وهما في الوقت ذاته عدوان لدودان رغم رابطة الدم التي تجمع بينهما . ولدينا فضلا عن ذلك شخصيتان رئيسيتان تعارض كل منهما الأخرى ، هما «أنتيغون وكريون» وينشب بينهما صراع لا سبيل إلي المصالحة فيه ، نظرا للاختلاف الجذري بين فكر كل منهما ومعتقداته وتكوينه العاطفي والنفسي . وفي الوقت ذاته لدينا مواجهات عاصفة بين الشخصيات ، مثل المواجهة التي تتم بين كريون وابنه هايمون ، والمواجهة التي تدور بين كريون والعراف تيريسياس .
كذلك لدينا شخصية ذات صلة مزدوجة بقطبي الصراع ، هي شخصية هايمون الذي تتمثل فيه مأساة الموقف برمته ، فهو خطيب لأنتيغون معجب بشجاعتها وبرها بأخيها المقتول ، وهو في الوقت نفسه أبن الملك كريون ، يحترمه ويرغب في الاستمرار في هذا الاحترام . وهايمون معذب بسبب هذه الصلة المزدوجة التي تدفعه في النهاية إلي تدمير نفسه يأسا وقهرا .
لقد أكد أرسطو في كتابه «فن الشعر» ـأن جزءا كبيرا من المتعة التي يشعر بها المتفرج في العرض المسرحي تأتي من القصة ومن اللغة ، ثم جمال الإلقاء وموسيقي الشعر وجمال الإيقاع وتأثير المنظر وحركة الممثلين علي المسرح، ومن التابلوه المسرحي وتصميم الرقصات ، ومن شكل الملابس والقناع . ورغم أن أرسطو يولي أهمية كبري للمغزي الأخلاقي للقصة وللشخصيات ، فإنه لا يغفل أهمية العناصر الأخرى للمشاهد .
درج معظم النقاد منذ عصر النهضة علي ضرورة ارتكاز المسرحية علي شخصية محورية ، عرفت منذ ذلك الحين باسم «البطل التراجيدي». ولما كانت المسرحيات الإغريقية تسمي عادة باسم إحدي شخصياتها الرئيسية-فقد أثار النقاد الذين تصدوا لمسرحية أنتيغون تساؤلا ظل يثير قدرا غير يسير من الجدل والنقاش لفترة طويلة ، وهو : أتكون الشخصية المحورية في المسرحية هي أنتيغون أم كريون ؟ وكان دافعهم لهذا التساؤل هو اختفاء أنتيغون في منتصف المسرحية تقريبا ، علي حين ظل كريون يكابد المعاناة حتي ختامها 
و من هذه الوجهة فإن مسرحية أنتيغون تعد مسرحية فريدة من حيث صعوبة فهم مغزاها ، وهو أمر غريب حيث أنها لاقت القبول والاستحسان علي مر العصور ، كما أنها عرضت في العصور الحديثة أكثر مما عرضت أية مسرحية إغريقية أخرى ، ونالت عند عرضها نجاحا منقطع النظير 
و قد أشار H. D. F . Kitto إلي هذه النقطة مبينا أن النقاد قد وجهوا النقد لمسرحية أنتيغون بالقدر نفسه الذي انتقدوا به مسرحية «أياس» لسوفوكليس ، لأن أنتيغون التي اعتبروها الشخصية المحورية تتفي منذ وقت مبكر ، تاركة إيانا وجها لوجه أمام كريون وهو يلقي مصيره في نهاية المسرحية.
و يري أن هذا هو نفس ما حدث بالنسبة لأياس في المسرحية المسماة باسمه ، إذ أنهي حياته في النصف الأول من المسرحية ، تاركا إيانا أمام نزاع طويل وجدل محتدم حول أحقيه دفنه . أوضح Kitto أن مركز الثقل في مسرحية أنتيغون لا تحتله شخصية واحدة بل تتقاسم بطولتها شخصيتان ، وأن أكثرهما أهمية لدي سوفوكليس هي شخصية كريون .
و يتفق ألبن ليسكي Albin Lesky مع Kitto في أن مسرحية أنتيغون تطرح فكرة رئيسية مؤداها أن الكراهية- وهي أمر مفزع يؤدي ألي اضطراب شامل في سلوك البشر- لابد أن تظل داخل حدود معينة ولا ينبغي أن تستمر إلي ما بعد موت الخصم 
و يوضح ليسكي أن أنتيغون تعكس صورة البطل السوفوكلي بإرادته القوية ، وبتصميمه الذي لا يقبل الحل الوسط ، وباعتقاده أن المساوومة أو الانسحاب نوع من الإإغراء لا ينبغي الخضوع له . ويري كذلك أن تخلي إسميني عن أختها ، وتركها لتتصرف بمفردها-قد منح أنتيغون إحساسا بالوحدة والعزلة التي تميز كل شخصيات سوفوكليس العظيمة .
و لا يوافق ليسكي علي تفسير هيجل Hegelالذي يرى فيه أن مسرحية أنتيغون تقدم راعا موضوعيا بين موقفين صحيحين : أحدهما موقف الأسرة «أنتيغون» والثاني موقف الدولة «كريون»، ويستند ليسكي في اعتارضه هذا علي ما استنتجه ن المسرحية: ومؤداه أن سوفوكليس يدين موقف كريون صاحب القرار المتغطرس ، ويبيين في الوقت نفسه أن ما تقاتل أنتيغون من أجله في الحقيقة هو قوانين الأرباب غير المدونة ، وهي قوانين لا ينبغي للدولة أن تعارضها أو تتصارع معها مطلقا ، كما أن كريون في الوقت نفسه ليس ممثلا للدولة بمفرده فالدولة في الحقيقة كانت تقف في صف أنتيغون.